# Луций Хортензий (трибун 422 пр.н.е.)
Луций Хортензий (на латински: L. Hortensius) e политик на ранната Римска република през втората половина на 5 век пр.н.е. Произлиза от плебейската фамилия Хортензии.
През 422 пр.н.е. Хортензий e народен трибун. Неговите колеги са Тиберий Антисций, Марк Аселий, Тиберий Спурилий и Секст Темпаний. Тази година Хортензий дава на съд Гай Семпроний Атрацин за грешки по време на войната против волските през 423 пр.н.е. Другите четирима народни трибуни, които са били конници по времето на битката, се изказват добре за Семпроний и Хортензий оттегля обвинението. Процесът се прекратява временно.